# Artur Obłuski
Artur Andrzej Obłuski (ur. 1975) – polski archeolog, profesor Uniwersytetu Warszawskiego, specjalista w dziedzinie nubiologii.

## Kariera naukowa
Absolwent Instytutu Archeologii Uniwersytetu Warszawskiego oraz Wydziału Dziennikarstwa i Nauk Politycznych UW. Stopień doktora uzyskał w 2010 roku na podstawie dysertacji poświęconej królestwu Nobadii, w 2020 roku otrzymał habilitację w oparciu o badania i publikację na temat monastycyzmu nubijskiego: "The Monasteries and Monks of Nubia". W 2023 roku został profesorem Uniwersytetu Warszawskiego.
Jego zainteresowania badawcze skupiają się na monastycyzmie nubijskim oraz przemianach religijnych i społecznych. Kierownik ekspedycji archeologicznych w klasztorach Kasr el-Wizz i Ghazali oraz interdyscyplinarnych projektów na stanowisku Stara Dongola w Sudanie. Laureat wielu grantów badawczych, finansowanych między innymi przez Narodowe Centrum Nauki. Pierwszy polski archeolog, który otrzymał grant Europejskiej Rady ds. Badań Naukowych (ERC Starting Grant, 2017), w 2023 ERC przyznała mu kolejny grant – Consolidator. Propagator idei społecznej odpowiedzialności archeologii i angażowania lokalnych społeczności w zarządzanie dziedzictwem kulturowym. Za wdrażanie archeologii angażującej otrzymał w 2022 roku nagrodę publiczności w konkursie Europejskiej Rady ds. Badań Naukowych Public Engagement with Research Award, był również finalistą tego konkursu w kategorii Inspire – public outreach.

## Stanowiska i funkcje
- 1999–2006 oraz 2012–2014 naczelnik wydziałów Kancelarii oraz Radca Prezesa Rady Ministrów
- 2015–2020 Dyrektor Stacji Badawczej Centrum Archeologii Śródziemnomorskiej Uniwersytetu Warszawskiego w Kairze
- od 2018 Dyrektor Centrum Archeologii Śródziemnomorskiej Uniwersytetu Warszawskiego (w latach 2018–2020 jako p.o. Dyrektora)
- od 2018 na czele Międzynarodowego Towarzystwa Nubiologicznego[13]
- 2007–2016 prezes Fundacji im. Kazimierza Michałowskiego,
- członek międzynarodowych stowarzyszeń[1].

## Publikacje

### Najważniejsze publikacje poświęcone monastycyzmowi nubijskiemu
- 2019 Obłuski, A., The Monasteries and Monks of Nubia, (=Journal of Juristic Papyrology Supplement 365), Warszawa
- 2019 Obłuski, A., Economy of Nubian monasticism. A preliminary assessment. In B. Sawicki (ed.), Monasticism and Economy. Rediscovering an approach to work and poverty (pp. 123–142). The International Monastic Institute Pontifical University of Sant’Anselmo
- 2016 Obłuski, A., Nobadian and Makurian church architecture. Qasr el-Wizz, a case study. In A. Łajtar, A. Obłuski, I. Zych (eds.), Aegyptus and Nubia Christiana. The Włodzimierz Godlewski Jubilee Volume on the Occasion of his 70th Birthday, Warszawa, 449–480

### Publikacja rozprawy doktorskiej
- 2014 Obłuski, A., The Rise of Nobadia. Social Changes in Northern Nubia in Late Antiquity (=Journal of Juristic Papyrology Supplement Series 20), Warszawa: Fundacja im. Rafała Taubenszlaga